# Lanckorońscy (rodzina)
Lanckorońscy – rodzina pochodzenia frankistowskiego. Nazwisko wzięli od miejscowości Lanckorona w powiecie kamienieckim dawnego województwa podolskiego. Wywód genealogiczny od Icka Lejbowicza (ok. 1735-?) z Lanckorony, który po chrzcie w katedrze lwowskiej w 1760. przybrał nazwisko „Lanckoroński”. Przed 1775 wraz z żoną Klarą (ok. 1737-?), córka Arona, przeniósł się do Warszawy, gdzie urodzili się jego potomkowie. Współcześnie istniał również o tym nazwisku Moszko Lanckoroński z Rohatyna. Rodzina szybko weszła w szeregi warszawskiego mieszczaństwa, zrywając z czasem z typowymi dla tego kręgu małżeństwami w obrębie dawnych wyznawców sekty Franka.

## Przedstawiciele rodu
- Adam Lanckoroński (ok. 1762-1838), konsyliarz Dyrekcji Poczt Królestwa Polskiego.
- Dionizy Lanckoroński (?-1851), profesor Liceum Warszawskiego i Instytutu Aleksandryjskiego Wychowania Panien, kawaler Orderu św. Stanisława 3 kl., wolnomularz.
- Marcin Lanckoroński (ok. 1782-1852), artysta muzyczny.

## Koligacje rodzinne
Lanckorońscy  byli spokrewnieni z następującymi rodzinami: Brzezińskimi (frankiści), Frölich, Dębowskimi (wcześniej Lipmanowicz, frankiści), Jeziorańskimi (frankiści) i Tatarkiewiczami.